# 1701 у науці

## Науки про Землю
- Побачила світ книга Едмонда Галлея General Chart of the Variation of the Compass, в якій уперше наведено мапу магнітних схилень (а Атлантичному океані) з ізогонами[1].

## Медицина
- Італійський лікар Джакомо Пиларіні почав щепити віспу дітям у Константинополі, плекаючи надію запобігти серйознішим захворюванням на віспу, коли діти підростуть, фактично ставши першим імунологом[2].

## Фізика
- Жозеф Совер запровадив термін акустика для науки про звук[3].

## Технологія
- Англієць Джетро Талл удосконалив сівалку.
- Ісаак Ньютон в анонімній доповіді Лондонському королівському товариству повідомив про створення термометра на лляній олії.